# 临清镇铸钱局
临清镇局，清朝初年在山东省东昌府临清州（今山东省聊城市临清市）设立的一个铸钱局，于顺治二年（1645年）被批准开炉鼓铸，之后经历几次停铸和复铸，于康熙六十年（1721年），并入山东省局，之后再未复铸。
临清镇局历顺治、康熙两朝，铸有多个版式的“顺治通宝”和“康熙通宝”，为当地的社会发展提供了有力的货币支持。

## 历史
满洲人入关之后，沿袭明朝旧制，在中央与地方开设铸局，发行货币。顺治元年（1644年），在北京开设宝泉局和宝源局铸造“顺治通宝”钱。顺治二年（1645年），各省、镇也依例开铸，其中，在临清开设临清镇局。按当时规定，制钱每枚重一钱二分，每十枚值白银一分，即一千文等于白银一两。顺治八年（1651年），临清镇局停铸。
顺治十年（1653年），临清镇局复开，始铸顺治通宝“一厘钱”，钱背穿左铸汉文“一厘”记值，穿右铸“临”记局，钱重一钱二分五厘，规定值钱每一千枚值白银一两。
康熙元年（1662年），改铸“康熙通宝”满汉文钱。康熙六十年（1721年），清廷规定一省仅设一个铸局，临清局被并入山东省局，自此退出历史。

## 所铸钱币
| 钱币名称 | 图片 | 开铸时间   | 停铸时间   | 形制特征                                                                 | 备注  |
| -------- | ---- | ---------- | ---------- | ------------------------------------------------------------------------ | ----- |
| 顺治通宝 |      | 顺治二年   | 顺治八年   | 顺治通宝“单字记局”式，背“临”字钱，重一钱二分，“临”的位置有穿上和穿右两种 | [ 4 ] |
| 顺治通宝 |      | 顺治十年   | 顺治十四年 | 顺治通宝“临一厘”，重一钱二分五厘，幕左汉文“一厘”二字，右铸“临”一字记局   |       |
| 顺治通宝 |      | 顺治十七年 | 顺治十八年 | 顺治通宝“满汉文”式，背穿左满文局名“ᠯᡳᠨ”，穿右为汉文局名“临”              |       |
| 康熙通宝 |      | 顺治十八年 | 康熙十四年 | 背穿左满文局名“ᠯᡳᠨ”，穿右为汉文局名“临”                                  | :序   |